# Azat (Titel)
Azat (armenisch ազատ; pl. ազատք azatkʿ, kollektiv: ազատանի azatani) war eine Klasse armenischer Adliger; der Titel bezeichnete ursprünglich die mittleren und niederen Adelsränge im Kontrast zu den Nachararkʿ, welche dem Hochadel angehörten. Ab dem Spätmittelalter wurde die Bezeichnung und ihre Ableitungen für die Gesamtheit der Adligen verwendet.

## Begriffsgeschichte
Der Begriff ist verwandt mit dem mittelpersischen āzāt-ān, „frei“ oder „adlig“. Auf diese Weise wurden die niedersten Würdenträger in den Inschriften von Hajjiabad von König Schapur I. (240–270) bezeichnet und es gibt Parallelen zu den „Aznauri“ von Georgien.

## Funktion
Die azatkʿ waren eine Klasse adliger Landbesitzer, die direkt den Fürsten und dem König untergeordnet waren, wobei der König als Fürst seines eigenen Demesne fungierte. Gleichzeitig waren sie auch die adligen berittenen Krieger, deren Vasallenbeziehung zu den Herrschern dadurch zum Ausdruck kam, dass sie in der feudalen Kavallerie ihrer Fürsten dienen durften, was als Privileg galt. Daneben hatten sie weitere Pflichten. Offenbar übten sie auch gewisse hoheitliche Funktionen auf ihren eigenen Ländereien aus. Faustus von Byzanz schreibt, dass die azatkʿ auch gewisse Mitspracherechte in den großen Ereignissen des Staates hatten, wie zum Beispiel bei der Wahl des Katholikos (Ամենայն Հայոց Կաթողիկոս) der Armenischen Apostolischen Kirche.
Als Schapur II. in das Königreich Armenien einfiel, wurden Arschak II., seine Frau Pharantzem und ihr Sohn, der spätere König Pap zusammen mit dem Staatsschatz in der Festung Artaxata durch eine Truppe von azatkʿ verteidigt.
Die Gemeinsamkeiten mit den mittelalterlichen westlichen Rittern wurde während der Kreuzzüge hervorgehoben, wo die beiden Kulturen, armenisch und fränkisch, nebeneinander existierten. Daher verwendet auch der Armeno-kilikische Gesetzeskanon von Konstabler Smbat Sparapet (nach 1275) die Umschreibung dziavor für azat, eine armenische Adaptation des Begriffs „Chevalier“ (Ritter).